# Diabelski Kamień (Olszyna)
Diabelski Kamień- głaz narzutowy w miejscowości Olszyna w Gminie Herby w województwie śląskim.      

## Historia
W tym miejscu, gdzie jest kamień od najprawdopodobniej XVII wieku stała kapliczka. Ze względu na niezdatny stan kapliczki rozebrano ją w 1873 roku.
Zimą 1910 roku na prośbę nadleśniczego książę koszęciński Karol Gotfryd Hohenlohe-Ingelfingen  polecił skonstruować sanie ciągnięte przez 6 koni, które przeniosłyby głaz narzutowy z pobliskiego Sadowa do Olszyny, żeby przykryć kryptę kaplicy, w której pochowani byli dawni właściciele tej wsi i okolic. Głaz udało się przenieść tylko do Hadry. Rok później w 1911 roku udało się przenieść głaz na miejsce.

## Legenda
Lokalna legenda głosi że ksiądz parafii olszyńskiej założył się z diabłem o duszę. Bies miał przenieść głaz z Góry Świętej Anny na Jasną Górę szybciej, niż ksiądz odprawi mszę. Ksiądz przechytrzył diabła, odprawiając tylko trzy podstawowe części mszy. Diabeł tak się zdenerwował, że porzucił kamień w to miejsce.